# Clavesana
Clavesana (piemontiul: Cravsan-a vagy Cravzan-a) település Olaszországban, Piemont régióban, Cuneo megyében. Lakosainak száma 795 fő (2023. január 1.). Clavesana Bastia Mondovì, Belvedere Langhe, Carrù, Cigliè, Farigliano, Marsaglia, Murazzano és Rocca Cigliè községekkel határos.

## Népesség
A település lakossága az elmúlt években az alábbi módon változott:
| Lakosok száma | 835  | 824  | 795  |
|               | 2017 | 2018 | 2023 |